# Hacksjön (Floda socken, Södermanland)
Hacksjön är en sjö i Katrineholms kommun i Södermanland och ingår i Nyköpingsåns huvudavrinningsområde. Sjön har en area på 0,0637 kvadratkilometer och ligger 71,2 meter över havet.

## Delavrinningsområde
Hacksjön ingår i det delavrinningsområde (654907-152866) som SMHI kallar för Inloppet i Floden. Medelhöjden är 53 meter över havet och ytan är 23,42 kvadratkilometer. Räknas de 2 avrinningsområdena uppströms in blir den ackumulerade arean 60,21 kvadratkilometer. Ramstaån (Flodaån) som avvattnar avrinningsområdet har biflödesordning 4, vilket innebär att vattnet flödar genom totalt 4 vattendrag innan det når havet efter 75 kilometer. Avrinningsområdet består mestadels av skog (57 procent) och jordbruk (29 procent). Avrinningsområdet har 1,11 kvadratkilometer vattenytor vilket ger det en sjöprocent på 2,1 procent.